# Clethra canescens
Clethra canescens là một loài thực vật có hoa trong họ Clethraceae. Loài này được Reinw. ex Blume mô tả khoa học đầu tiên năm 1826.